# Disk MTV
Disk MTV foi um programa de televisão exibido pela MTV Brasil focado em música. Sua estreia aconteceu em 22 de outubro de 1990, logo após o lançamento da MTV Brasil, e representou a versão brasileira do programa Dial MTV, que era transmitido pela MTV nos Estados Unidos. O programa tinha como propósito exibir os videoclipes mais votados pelos telespectadores da MTV Brasil por telefone, incluindo uma variedade de gêneros musicais, como pop, rock, hip-hop e outros estilos.
O horário regular de exibição do programa era de segunda a sexta, geralmente às 18h, embora em alguns períodos, em janeiro de 1991, foi exibido às 19h00 e durante os verões de 2001 e 2005, tenha sido transmitido às 17h. O Disk MTV desempenhou um papel importante na disseminação de videoclipes musicais e na promoção de artistas no Brasil, tornando-se um dos destaques na programação da MTV Brasil durante muitos anos.
Chegou ao fim em 15 de dezembro de 2006, com a apresentação de VJ Luisa Micheletti. Ao longo de sua trajetória, o programa teve diversas apresentadoras, incluindo nomes como Carla Lamarca, as gêmeas Kênya Boaventura e Keila Boaventura, Sarah Oliveira, Sabrina Parlatore, Cuca Lazarotto e, inicialmente, Astrid Fontenelle. Cada uma delas contribuiu para o sucesso e a identidade do programa ao longo dos anos.

## Apresentadoras
A lista de apresentadoras do Disk MTV.
- 22/10/1990 - 12/08/1994: Astrid Fontenelle
- 15/08/1994 - 08/12/1995: Cuca Lazarotto
- 11/12/1995 - 29/12/1995: Tatiana Ivanovich, Cazé Pecini e Rodrigo Brandão [notas 1]
- 01/01/1996 - 01/03/1996: Edgard Picoli[notas 2]
- 04/03/1996 - 07/07/2000: Sabrina Parlatore[notas 3]
- 10/07/2000 - 25/08/2000: Chris Nicklas[notas 4][notas 5]
- 28/08/2000 - 14/03/2005: Sarah Oliveira
- 15/03/2005 - 03/03/2006: Carla Lamarca[notas 6]
- 06/03/2006 - 17/11/2006: Keyla Boaventura e Kênya Boaventura[notas 7]
- 20/11/2006 - 15/12/2006: Luisa Micheletti

## Paradas Especiais

### Primeira parada
A parada do primeiro Disk MTV, 22 de outubro de 1990.
- 10. Titãs - "Deus e o Diabo"
- 9. Deee-Lite - "Groove Is in the Heart"
- 8. Capital Inicial - "Todos os Lados"
- 7. Paralamas do Sucesso - "Pólvora"
- 6. Lobão - "Corações Psicodélicos"
- 5. INXS - "Suicide Blonde"
- 4. Sinead O'Connor - "Three Babies"
- 3. Engenheiros do Hawaii - "Era um Garoto Que, Como Eu, Amava os Beatles e os Rolling Stones"
- 2. Billy Idol - "Cradle Of Love"
- 1. Marina Lima - "Garota de Ipanema"(Remix)

### Última parada
A parada do último dia do Disk MTV, 15 de Dezembro de 2006.
- 10. Madonna - "Jump"
- 9. Rihanna - "S.O.S."
- 8. CPM 22 - "Tarde De Outubro" (MTV Ao Vivo)
- 7. Evanescence - "Call Me When You're Sober"
- 6. My Chemical Romance - "Welcome to the Black Parade"
- 5. U2 & Green Day - "The Saints Are Coming"
- 4. Beyoncé - "Ring the Alarm"
- 3. Robbie Williams - "Rudebox"
- 2. Pitty - "Na Sua Estante"
- 1. Christina Aguilera - "Hurt"

### Especial de despedida
Na última semana da MTV sob controle do grupo Abril, o Disk MTV voltou como um especial. Entre os dias 24 a 27 de setembro de 2013, as VJs que marcaram época apresentando o programa escolheram dez clipes cada.

#### Sarah Oliveira
No dia 24 de setembro de 2013 foi a vez de Sarah Oliveira escolher os clipes que a marcaram durante sua passagem pela MTV.
- 10. Red Hot Chili Peppers - "Californication"
- 9. Marisa Monte - "Segue o Seco"
- 8. R.E.M - "Everybody Hurts"
- 7. Faith No More - "Falling to Pieces"
- 6. Raimundos - "Mulher de Fases"
- 5. Justin Timberlake - "Cry Me a River"
- 4. Sandy & Junior - "Desperdiçou"
- 3. Los Hermanos - "Todo Carnaval Tem Seu Fim"
- 2. Britney Spears - "Toxic"
- 1. Cássia Eller - "O Segundo Sol"

#### Carla Lamarca
No dia 25 de setembro de 2013 foi a vez de Carla Lamarca anunciar suas músicas escolhidas.
- 10. Cat Power - "Werewolf"
- 9. Noel Gallagher's High Flying Birds - "If I Had a Gun..."
- 8. The Kills - "DNA"
- 7. The Black Keys - "I Got Mine"
- 6. Yeah Yeah Yeahs - "Maps"
- 5. The XX - "Chained"
- 4. Blur - "The Universal"
- 3. Nirvana - "Lithium "
- 2. Arctic Monkeys - "Teddy Picker"
- 1. Arcade Fire - "The Suburbs"

#### Sabrina Parlatore
No dia 25 de setembro de 2013 foi a vez de Sabrina Parlatore anunciar suas músicas escolhidas*.
- 10. Guns N' Roses - "November Rain"
- 9. Nirvana - "Come as You Are"
- 8. Red Hot Chili Peppers - "Aeroplane"
- 7. Os Paralamas do Sucesso - "Lourinha Bombril"
- 6. Alanis Morissette - "You Oughta Know"
- 5. Marisa Monte - "Segue o Seco"
- 4. The Smashing Pumpkins - "1979"
- 3. Oasis - "Champagne Supernova"
- 2. Madonna - "Ray of Light"
- 1. Skank - "Garota Nacional"

- Por um erro na transmissão, quando foi feita a chamada da oitava posição - Aeroplane do Red Hot Chili Peppers - foi exibido o single One do U2, sendo a música do Red Hot Chili Pepers exibida no lugar da sétima posição, Lourinha Bombril dos Paralamas que não foi exibida. Mas para a reprise no dia seguinte às 12:00 esse erro foi reparado.

#### Cuca Lazarotto
No dia 26 de setembro de 2013 a ex-VJ Cuca Lazarotto anunciou suas escolhas.
- 10. Pearl Jam - "Jeremy"
- 9. Pet Shop Boys - "Being Boring"
- 8. U2 - "One"
- 7. Aerosmith - "Crazy"
- 6. Faith No More - "Epic"
- 5. The Rolling Stones - "Love is Strong"
- 4. R.E.M. - "Losing My Religion"
- 3. George Michael - "Freedom"
- 2. Michael Jackson - "Black or White"
- 1. Madonna - "Justify My Love"

#### Astrid Fontenelle
No dia 27 de setembro de 2013, Astrid Fontenelle apresentou o último Disk MTV com as seguintes músicas.
- 10. George Michael - "Freedom"
- 9. New Kids on the Block - "Step by Step"
- 8. EMF - "Unbelievable"
- 7. Skid Row - "I Remember You"
- 6. Faith No More - "Falling to Pieces"
- 5. Vanilla Ice - "Ice Ice Baby"
- 4. Roxette - "Listen to Your Heart"
- 3. Guns N' Roses - "November Rain"
- 2. Bart Simpson - "Do the Bartman"
- 1. Deee-Lite - "Groove Is in the Heart"

## Telefones do Disk
- 1990 - 1991: SP (011) 521 5590 RJ (021) 240 6052
- 1991 - 1992: SP (011) 246 1511 RJ (021) 210 3144
- 1992 - 1993: SP (011) 259 1911 RJ (021) 224 2737
- 1993 - 1995: SP (011) 851 0635 RJ (021) 224 2737
- 1996 - 1997: 0900 789 000
- 1997 - 1998: 0900 789 999
- 1999 - 2004: (11) 5180 3333
- 2004 - 2006: (11) 3511 3333

## Lab Disk
Desde o dia 2 de Março de 2009, o Disk voltou ao ar em novo formato. Com o nome de Lab Disk, como uma das faixas temáticas do MTV Lab, sem apresentação e em novo horário, contabilizando os 15 clipes mais pedidos pelo site da MTV Brasil, diferente do que fazia sua versão anterior, que contabilizava 10 clipes, possuía votação somente pelo telefone e era apresentado por um VJ.